# العطل الرسمية في البحرين
الجداول التالية تتضمن الأعياد الوطنية، والعطلات الرسمية، التي أعلنتها حكومة البحرين لأعوام 2025،2026،2027م.

## العطلات الرسمية لعام 2025م
| التاريخ              | اليوم                    | الاسم                | وصف |
| -------------------- | ------------------------ | -------------------- | --- |
| 1 يناير              | الأربعاء                 | رأس السنة الميلادية  | يوم رأس السنة الميلادية ، الذي تحتفل به معظم أنحاء العالم.                                                    |
| 30 مارس، حتي 1 أبريل | الأحد/ الاثنينـ الثلاثاء | عيد الفطر المبارك    | يحتفل به المسلمون في مافة أرجاء الارض، عقب انتهاء شهر رمضان مباشرة.                                           |
| 1 مايو               | يوم العمال               | يوم العمال           | ويطلق عليه محليا اسم "عيد العمال"، وهو عطلة سنوية يحتفل فيها العمال بإنجازاتهم.                               |
| 6:8 يونيو            | الجمعة/السبت/الأحد       | عيد الأضحى           | إحياء ذكرى استعداد إبراهيم للتضحية بابنه. ويعرف أيضًا بالعيد الكبير (يحتفل به من اليوم العاشر إلى الثالث عشر). |
| 26 يونيو             | الخميس                   | رأس السنة الهجرية    | ذكرى آخر خطبة للنبي محمد وإتمام رسالة الإسلام.رأس السنة الهجرية (المعروفة أيضًا باسم: رأس السنة الهجرية)       |
| 5- 6 يوليو           | السبت/ الأحد             | عاشوراء              | تمثل اليوم التاسع والعاشر من شهر محرم الهجري. تزامناً مع ذكرى استشهاد الامام الحسين .                          |
| 4 سبتمبر             | الخميس                   | المولد النبوي الشريف | .يصادف يوم مولد النبي محمد صلى الله عليه وسلم ، ويحتفل به في معظم أنحاء العالم الإسلامي.                      |
| 16-17 ديسمبر         | الثلاثاء/ الأربعاء       | العيد الوطني         | اليوم الوطني لمملكة البحرين.                                                                                  |

## العطلات الرسمية لعام 2026م
| التاريخ      | اليوم            | الاسم                | وصف |
| ------------ | ---------------- | -------------------- | --- |
| 1 يناير      | الخميس           | رأس السنة الميلادية  | يوم رأس السنة الميلادية ، الذي تحتفل به معظم أنحاء العالم.                                                    |
| 20 مارس      | الجمعة           | عيد الفطر المبارك    | يحتفل به المسلمون في مافة أرجاء الارض، عقب انتهاء شهر رمضان مباشرة.                                           |
| 1 مايو       | الجمعة           | يوم العمال           | ويطلق عليه محليا اسم "عيد العمال"، وهو عطلة سنوية يحتفل فيها العمال بإنجازاتهم.                               |
| 27 مايو      | الأربعاء         | عيد الأضحى           | إحياء ذكرى استعداد إبراهيم للتضحية بابنه. ويعرف أيضًا بالعيد الكبير (يحتفل به من اليوم العاشر إلى الثالث عشر). |
| 16 يونيو     | الثلاثاء         | رأس السنة الهجرية    | ذكرى آخر خطبة للنبي محمد وإتمام رسالة الإسلام. رأس السنة الهجرية (المعروفة أيضًا باسم: رأس السنة الهجرية)      |
| 25 يونيو     | الخميس           | عاشوراء              | تمثل اليوم التاسع والعاشر من شهر محرم الهجري. تزامناً مع ذكرى استشهاد الإمام الحسين.                           |
| 25 أغسطس     | الثلاثاء         | المولد النبوي الشريف | .يصادف يوم مولد النبي محمد صلى الله عليه وسلم، ويحتفل به في معظم أنحاء العالم الإسلامي.                       |
| 16-17 ديسمبر | الأربعاء/ الخميس | العيد الوطني         | اليوم الوطني لمملكة البحرين.                                                                                  |

## العطلات الرسمية لعام 2027م
| التاريخ      | اليوم          | الاسم                | وصف |
| ------------ | -------------- | -------------------- | --- |
| 1 يناير      | الجمعة         | رأس السنة الميلادية  | يوم رأس السنة الميلادية، الذي تحتفل به معظم أنحاء العالم.                                                     |
| 9 مارس       | الثلاثاء       | عيد الفطر المبارك    | يحتفل به المسلمون في مافة أرجاء الارض، عقب انتهاء شهر رمضان مباشرة.                                           |
| 1 مايو       | السبت          | يوم العمال           | ويطلق عليه محليا اسم "عيد العمال"، وهو عطلة سنوية يحتفل فيها العمال بإنجازاتهم.                               |
| 16 مايو      | الأحد          | عيد الأضحى           | إحياء ذكرى استعداد إبراهيم للتضحية بابنه. ويعرف أيضًا بالعيد الكبير (يحتفل به من اليوم العاشر إلى الثالث عشر). |
| 6 يونيو      | الأحد          | رأس السنة الهجرية    | ذكرى آخر خطبة للنبي محمد وإتمام رسالة الإسلام.رأس السنة الهجرية (المعروفة أيضًا باسم: رأس السنة الهجرية)       |
| 15 يونيو     | الثلاثاء       | عاشوراء              | تمثل اليوم التاسع والعاشر من شهر محرم الهجري. تزامناً مع ذكرى استشهاد الإمام الحسين.                           |
| 15 أغسطس     | الأحد          | المولد النبوي الشريف | يصادف يوم مولد النبي محمد صلى الله عليه وسلم، ويحتفل به في معظم أنحاء العالم الإسلامي.                        |
| 16-17 ديسمبر | الخميس/ الجمعة | العيد الوطني         | اليوم الوطني لمملكة البحرين.                                                                                  |

## روابط خارجية
- الأعياد الرسمية في البحرين (2014)